# Лайвес
Лайвес (Лайферс, итал. Laives, нем. Leifers) — коммуна в Италии, располагается в регионе Трентино — Альто-Адидже, в провинции Больцано.
Население составляет 15 664 человека (на 2004 г.), плотность населения составляет 635 чел./км². Занимает площадь 24 км². Почтовый индекс — 39055. Телефонный код — 0471.
Покровителями коммуны почитаются святые Антоний Великий и Николай Мирликийский, празднование 17 января, 5 июня.